# Прасамодийский язык
Прасамоди́йский язы́к — реконструированный язык-предок самодийских языков. Самодийские языки являются ветвью в составе уральской языковой семьи, прасамодийский язык в свою очередь — языком-потомком прауральского языка.
Выделился в результате распада прауральского языка, что произошло по разным оценкам около 3000 года до н. э., в VI—IV тысячелетиях до н. э. или в VI—V тысячелетиях до н. э.
Прародина самодийцев, скорее всего, охватывала междуречье средней Оби и Енисея (центр западной Сибири). Важную роль в поисках прародины самодийцев сыграли реконструированные названия хвойных пород деревьев. Прасамодийский язык распался путём выделения прасеверносамодийского языка.